# Isidore Forgas
Isidore Forgas (Ur (Alta Cerdanya), 24 de gener del 1894 – Perpinyà, 10 de febrer del 1975) va ser militar i agent d'assegurances. Milità en diverses opcions polítiques a la Catalunya del Nord (SFIO, PSOP i PCF). Prestà suport als republicans espanyols durant la guerra civil i intervingué en activitats de la Resistència francesa.

## Biografia

### Carrera militar 1913–1928
S'allistà el 24 de gener del 1913 al 24è regiment d'infanteria colonial, basat a Perpinyà. Intervingué a la primera guerra mundial, i va ser nomenat sergent l'11 d'agost del 1915. Fou ferit dues vegades, el 1914 i el 1916, quan encapçalava tropes a l'atac; i li foren atorgades dues Creus de Guerra, amb una estrella vermella i una de bronze. Al 30 de desembre del 1916 va ser assignat al 54è batalló senegalès, al camp de Courneau. De tornada al front el 31 de març del 1917, va ser capturat pels alemanys el 15 de juliol de l'any següent, i alliberat el 28 de desembre. S'allistà diverses vegades i va ser ascendit a ajudant el 1924 i a ajudant en cap al 1926 (graus subalterns). Entre el 1920 i el 1922 va ser destinat a l'Àfrica Occidental Francesa, al 3r batalló senegalés. Durant algunes setmanes pertangué al 14è regiment de tiradors senegalesos, per acabar tornant a la vida civil el 10 de juny del 1928 quan era adscrit al 24è.

### Militància política i sindical a partir del 1930–1933
De tornada a Perpinyà el 1929, treballà en una companyia d'assegurances. Als anys 30 encetè una militància sindical, i especialment política, de primer ordre. S'afilià a la CGTF, intervingué com a membre suplent al comitè general de la Borsa de Treball i contribuí al desenvolupament de la caixa primària d'assegurances socials, "Le Travail des Pyrénées-Orientales" d'on en fou elegit secretari (1930). Milità a la SFIO i, del 1931 al 1933, s'ocupà de les Joventuts Socialistes. Al setembre del 1931 va ser triat com a membre adult del comitè federal mixt de les Jovetuts socialistes SFIO dels Pirineus Orientals, i va ser-ne reelegit successivament el 1932 i 33.

### Lluites internes al partit i la "Batalla socialista" 1933–1939
A partir del 1933, Forgas participà decididament en les lluites internes de la SFIO al Departament dels Pirineus Orientals, que enfrontà part de la militància en contra de la facció oficialista que encapçalava Joan Payrà. A fi de poder organitzar els propis per a la confrontació, Pascal Bernole (secretari) i Forgas (tresorer) fundaren amb altres un "Centre d'Estudis Marxistes" a Perpinyà, el maig–juny del 1934. Els renovadors llançaren un organ propi de comunicació, el periòdic En avant i un "Groupe d'études et d'action socialistes des Pyrénées-Orientales" amb més associats que el fundat per Bernole i Forgas (hi participà, entre altres joves professors socialistes, Marcel Maynéris). La facció de Payrà i Pézières s'enfrontà als defensors de la "Bataille socialiste" esmentats i en sortí victoriosa al congrés de setembre del 1935, quan ambdós sortiren elegits candidats de la SFIO al Senat (guanyades les eleccions departamentals, el 1936 Pézières i Payrà esdevingueren senadors, per bé que el segon de forma episòdica, perquè morí poc després). En el mateix congrés, Forgas va ser elegit tresorer federal en comptes del "pairalista" Pierre Dulcère. A finals del 1935 o començaments del 1936, Forgas s'alineà amb el corrent "Gauche révolutionnaire", que guanyà la votació del congrés federal de gener del 1936; en el transcurs d'aquest, el cerdà va ser elegit pel consell nacional de la SFIO. Posteriorment, aquest corrent anà perdent força (i militants), fins a la derrota final al congrés de Royan del 29 de maig del 1938. Isidore Forgas s'adherí al PSOP de Marceau Pivert, però aquest partit desaparegué definitivament quan el prohibí el govern de Vichy el 1940.

### Solidaritat amb la guerra civil espanyola
Del juliol del 1936 endavant, participà activament en les activitats del "Comité du Continental-Bar" que es creà a Perpinyà per ajudar la causa republicana durant la guerra civil espanyola. Participà en el creuament de la frontera cerdana de dos camions de projectils de canó que tenien destinació Puigcerdà; atesa la seva infantesa a Ur, Forgas coneixia prou bé la comarca. El "Continental Bar" ajudà els militants, especialment del POUM, que el febrer del 1939 s'exiliaren a la fi de la guerra. Més endavant, i a causa d'aquest compromís, els informes policials el qualificaren de trotsquista (10 de febrer del 1941) i anarquista (9 de gener del 1942), cosa aquesta darrera que el feu entrar a la llista dels "individus perillosos" a qui calia vigilar estretament.

### Segona guerra mundial i adhesió al partit comunista: 1942–1975
De resultes de la manifestació que es va fer amb motiu de la Festa Nacional del 14 de juliol del 1942 (una festa prohibida pel govern de Vichy), Forgas començà a apropar-se a l'ideari del partit comunista, i s'adherí al partit –aleshores en la clandestinitat– al mateix any. Seguint les directrius del PC pel que feia als nous militants, s'incorporà als FTPF al setembre del 1943: participà en activitats de la Resistència i fou membre del comitè regional dels FTPF. Encapçalà el destacament "Valmy" de la 411a companyia, amb uns efectius de 22 homes en quatre grups a la primavera del 1944. Va ser arrestat pels alemanys al desembre del 1943 i Émile Leccia Sampierre al substituí com a cap el destacament. Va ser novament detingut el 28 de juliol del 1944 i internat a Montpeller; l'alliberà un grup de maquisards el 16 d'agost, i entre el 16 i el 21 formà part de les milícies patriòtiques de l'Hérault. Posteriorment, la seva militància clandestina durant la guerra va ser recompensada amb la Medalla de la Resistència.
Després de la guerra, Forgas milità a la secció perpinyanenca del PCF des del 1944 fins al seu decés, però sense tenir-hi cap càrrec d'importància.
Isidore Forgas es casà amb Josephine-Rose Rey el 20 d'octubre del 1916, a Perpinyà. De la seva unió en nasqué el 1920 Jean Forgas, que es declarà objector al STO al novembre del 1943. Aleshores, Georges Delcamp, un gran amic del seu pare, l'empenyé a entrar a la Resistència i enquadrar-se al maquis que els FTPF organitzaren a la plana de l'Embullà.